# Tjeckiens MotoGP 2005
Tjeckiens MotoGP 2005 kördes den 28 augusti på Automotodrom Brno.

## MotoGP

### Slutresultat
| Plats | Förare            | Märke     | Grid | Kvaltid  |
| ----- | ----------------- | --------- | ---- | -------- |
| 1     | Valentino Rossi   | Yamaha    | 4    | 1.57,875 |
| 2     | Loris Capirossi   | Ducati    | 3    | 1.57,685 |
| 3     | Max Biaggi        | Honda     | 10   | 1.58,337 |
| 4     | Alex Barros       | Honda     | 7    | 1.58,223 |
| 5     | Nicky Hayden      | Honda     | 2    | 1.57,551 |
| 6     | Marco Melandri    | Honda     | 5    | 1.57,999 |
| 7     | Colin Edwards     | Yamaha    | 9    | 1.58,323 |
| 8     | Carlos Checa      | Ducati    | 6    | 1.58,185 |
| 9     | Troy Bayliss      | Honda     | 13   | 1.58,662 |
| 10    | Makoto Tamada     | Honda     | 12   | 1.58,610 |
| 11    | Kenny Roberts Jr. | Suzuki    | 17   | 1.59,734 |
| 12    | Shinya Nakano     | Kawasaki  | 11   | 1.58,490 |
| 13    | John Hopkins      | Suzuki    | 8    | 1.58,277 |
| 14    | Toni Elías        | Yamaha    | 15   | 1.58,815 |
| 15    | Alex Hofmann      | Kawasaki  | 14   | 1.58,793 |
| 16    | Nobuatsu Aoki     | Suzuki    | 16   | 1.59,495 |
| 17    | Roberto Rolfo     | Ducati    | 19   | 2.00,879 |
| 18    | Rubén Xaus        | Yamaha    | 20   | 2.01,535 |
| 19    | James Ellison     | Blata     | 18   | 2.00,529 |
| 20    | Franco Battaini   | Blata     | 21   | 2.02,585 |
| 21    | Sete Gibernau     | Honda     | 1    | 1.57,504 |
| 22    | Jeremy McWilliams | Proton KR | 22   | 2.04,663 |